# Aleksandr Nikolaevič Golicyn
Il principe Aleksandr Nikolaevič Golicyn, in russo Александр Николаевич Голицын? (Mosca, 19 dicembre 1773 – Gaspra, 4 dicembre 1844), è stato un politico e mistico russo.
Fu ministro dell'istruzione nell'Impero russo dal 1816 al 1824.

## Biografia

### I primi anni
Unico figlio del principe e capitano della guardia Nikolaj Sergeevič Golicyn e della sua terza moglie, Aleksandra Aleksandrovna Khitrovo (1736-1796), nipote del governatore di Mosca, Sergej Alekseevič Golicyn (1695-1758). Rimasta vedova due settimane dopo la nascita di suo figlio, sua madre nel 1776 sposò un maggiore dell'esercito in pensione M. A. Kologrivov, il quale trattò il figlio adottivo con severità e freddezza. La fortuna di Aleksandr fu l'influenza dell'ormai non più giovane dama di corte Marija Perekusichina che si innamorò di lui e riuscì per ordine di Caterina II di Russia a farlo arruolare nel corpo dei paggi nel 1783, trasferendosi così da Mosca a San Pietroburgo.
Nella sede della corte russa, Aleksandr ebbe modo di ottenere tutta quella formazione che gli era sempre mancata: studiò francese, scherma, danza ed equitazione ed ottenne poco dopo l'accesso alla corte, divenendo inconsapevolmente compagno di giochi dei gran principi Alessandro e Costantino. Il conte Fëdor Petrovič Tolstoj scrisse a proposito di lui:

### La carriera

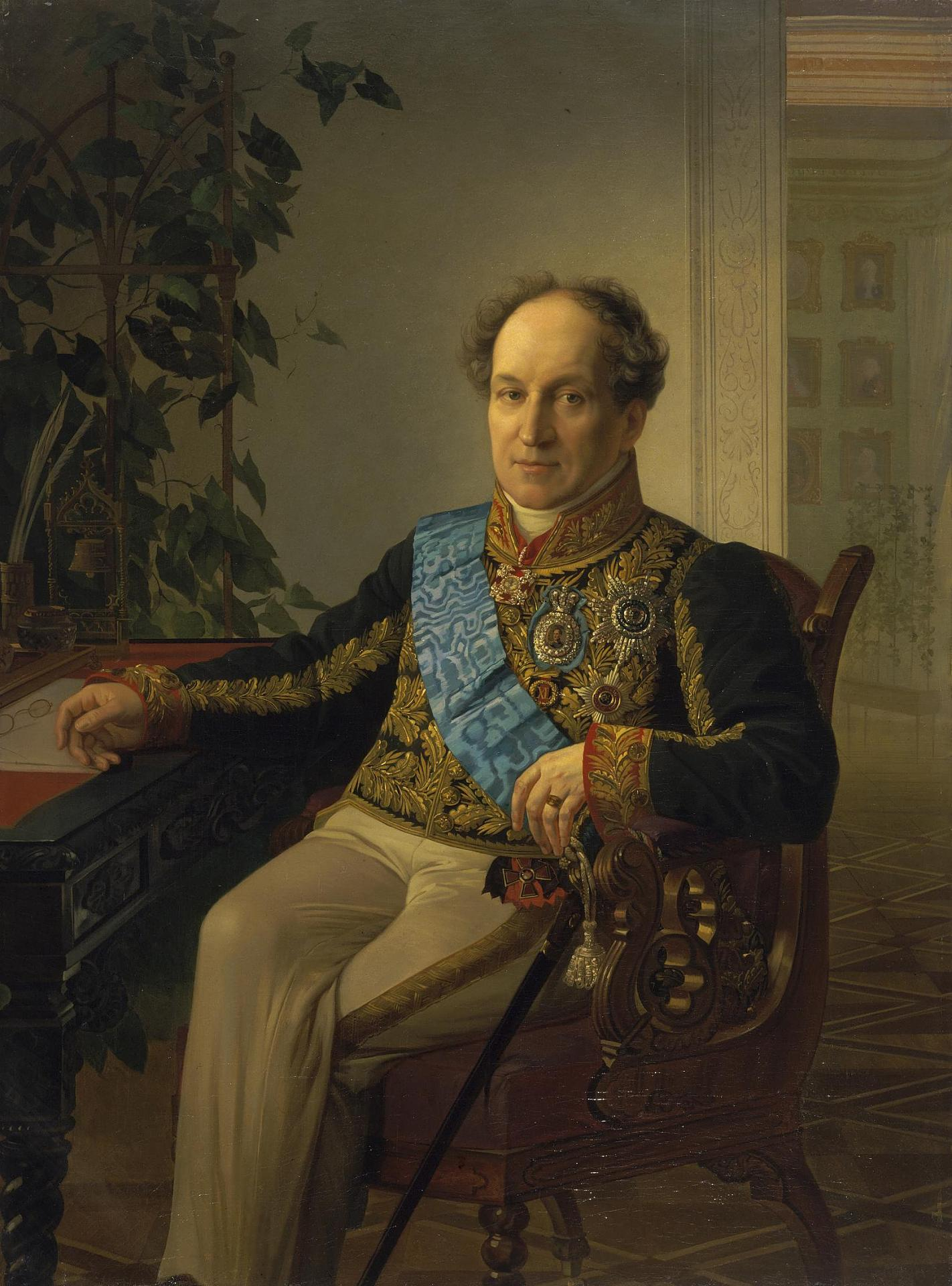
Il ministro Golitsyn in un ritratto di Georg Bottmann.

Nel 1794, lasciato il corpo dei paggi, venne accettato come tenente dell'esercito russo nel reggimento Preobrazhensky, ma appena un anno dopo tornò a corte dove divenne membro della corte del granduca Aleksandr Pavlovič e, nel 1796, tornò quindi stabilmente alla corte imperiale. Nel 1799 venne promosso ciambellano del gran principe ed ottenne la commenda dell'Ordine di San Giovanni di Gerusalemme in Russia. Lo zar Paolo I di Russia, ad ogni modo, lo espulse da corte in quello stesso anno per una ragione a noi oggi sconosciuta.
Dopo l'ascesa al trono di Alessandro I di Russia a seguito dell'assassinio di Paolo I, il principe Golitsyn, essendo stato da sempre una persona vicina al nuovo sovrano, fu dapprima nominato procuratore capo dei dipartimenti I e III del Senato, e poi il 21 ottobre 1803, su insistenza dello zar, assunse la carica di procuratore capo del Santo Sinodo. Nel 1810, pur mantenendo la sua precedente posizione, divenne responsabile delle confessioni religiose straniere in Russia e dal 1816 venne prescelto come ministro della pubblica istruzione dell'impero russo.
In parte sotto l'influenza di Rodion Aleksandrovič Košelev, si formò alla filosofia epicurea e nel 1806 venne eletto membro dell'Accademia Russa, volgendosi al misticismo. Era lui a spiegare all'imperatore le questioni teologiche più difficili, sebbene conoscesse superficialmente la storia della religione e considerasse il vero cristianesimo "vago pietismo sentimentale con una mescolanza di dogmi ortodossi, vari insegnamenti eretici e settari". Il metropolita Filarete di Mosca ricordava a proposito della sua persona:
Perseguendo la via del pietismo, insieme alla sua carica di ministro dell'istruzione, Golitsyn promosse una graduale clericalizzazione del mondo della scuola russa, seguito con zelo da Michail Leont'evič Magnitskij e da Dmitrij Pavlovič Runič. Diffidava della letteratura contemporanea, sulla quale sfogava la propria rabbia nell'estrema capziosità della sua censura. Il granduca Nikolaj Michajlovič Romanov ricordava a tal proposito:
Fu per sua volontà che nel 1817 il ministero del culto e quello dell'istruzione pubblica vennero uniti in un unico dipartimento. Dal 1810 Golicyn era stato incluso quale membro del Consiglio di Stato e durante il 1839-1841 fu presidente dell'Assemblea. Fu uno dei pochi a cui fu affidato il segreto dell'abdicazione di Konstantin Pavlovič Romanov. Diresse la Società Filantropica Imperiale, prese parte all'organizzazione della Società per gli amministratori delle prigioni e ad altre iniziative filantropiche.
Oltre alla riforma teologiche della scuola, sotto il ministero del principe Golicyn venne fondata la Società Biblica Russa, che sotto la presidenza del principe, tradusse la Bibbia in russo e ne distribuì più di 400 000 copie in tutto il paese. I rappresentanti di questa società Popov, Magnitskij, Runič, Kavelin furono particolarmente attenti ad analizzare che la scuola comunicasse i fondamenti della religione secondo le pratiche del pietismo e molti furono i docenti licenziati per questa causa. Magnitskij chiese a Golicyn la chiusura dell'Università di Kazan' in quanto accusata di freddezza in materia religiosa.
Il 28 luglio 1821, l'imperatore russo Alessandro I istituì il Comitato siberiano, e il principe Golicyn venne incluso nella sua prima composizione.

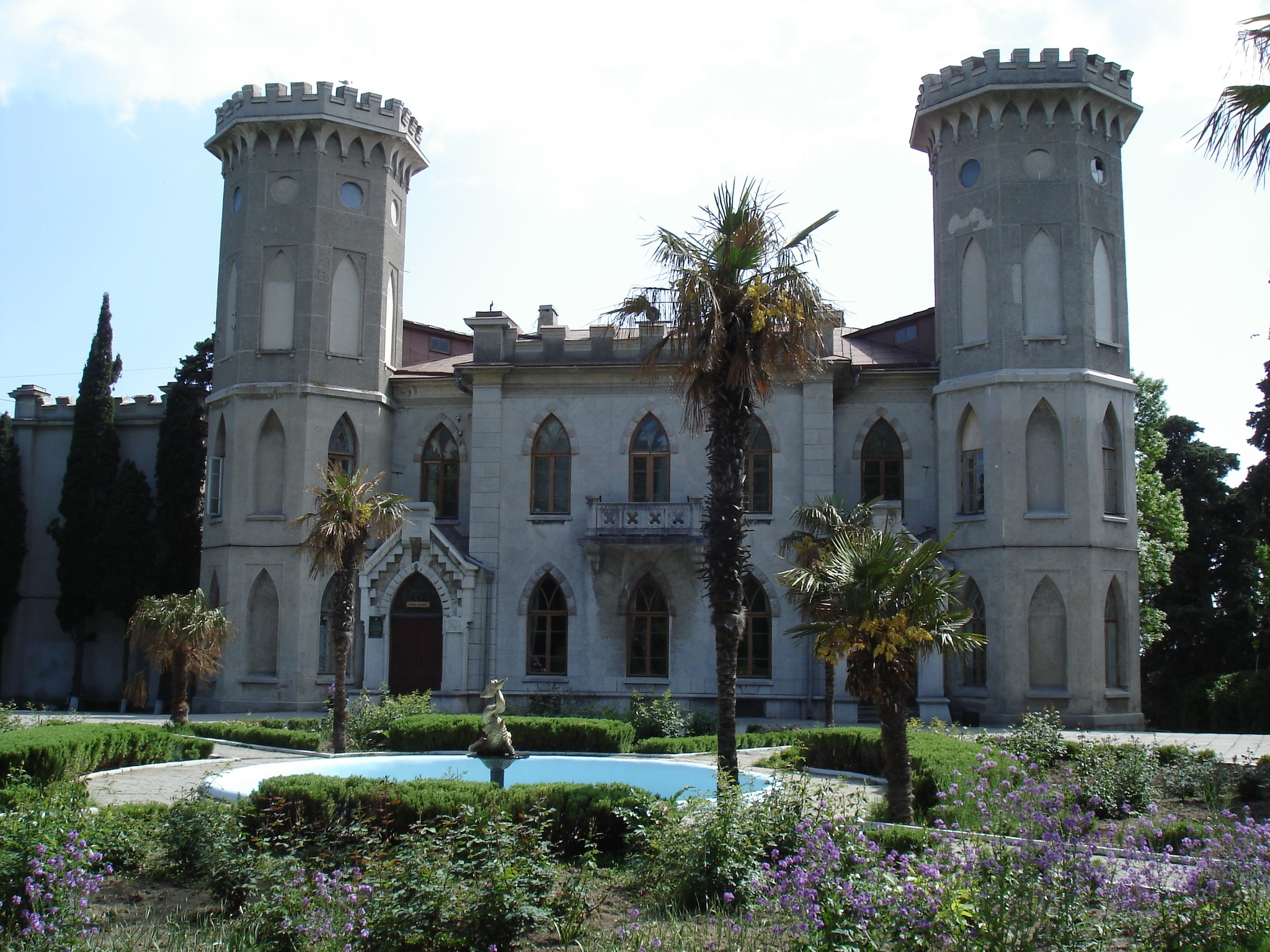
Palazzo Golicyn a Gaspra

Al fine di neutralizzare l'influenza di Golicyn sull'imperatore, Aleksej Andreevič Arakčeev, tra i suoi più acerrimi nemici, portò sotto la propria ala protettrice il metropolita Serafino e l'archimandrita Fozio, i quali convinsero Alessandro I che il ministero di Golicyn sarebbero risultati dannosi per la chiesa e per lo stato russo. I suoi nemici trionfarono il 15 maggio 1824 quando il principe Golicyn venne costretto a ritirarsi dai ministeri acquisiti, mantenendo unicamente la carica di maestro di posta. Ricoprì gli ultimi incarichi di peso sotto il governo di Nicola I di Russia che apprezzava a tal punto Golicyn da definirlo "l'amico più fedele della mia famiglia".
Nell'estate del 1842, Golicyn, a causa di problemi alla vista, lasciò la capitale e si ritirò nella sua tenuta in Crimea, a Gaspra. Era quasi completamente cieco, ma venne operato dal chirurgo Karavaev che gli restituì miracolosamente la vista. Ospitò in quegli stessi anni Lev Tolstoj a Palazzo Golicyn e lo scrittore russo compose qui il suo romanzo Chadži-Murat.
Morì a Gaspra e venne sepolto nel monastero di San Giorgio a Balaklava.

## Vita privata
Golicyn trascorse tutta la sua vita da scapolo ed era noto per la sua manifesta omosessualità. Nikolaj Michajlovič Jazykov in una lettera del 1824 citò a tal proposito un aneddoto: "se il sovrano avesse convocato il noto sodomita Bantysh-Kamenskij e gli avesse ordinato di compilare un elenco di tutti i suoi conoscenti al riguardo nelle medesime pratiche, questi avrebbe certamente iniziato dal ministro dell'istruzione, proseguendo poi col cancelliere e così via...". Il poeta Aleksandr Sergeevič Puškin ridicolizzò la figura di Golicyn nell'epigramma "Ecco il patrono della coda...". Il famoso memorialista e omosessuale Filipp Vigel' ricordava così Golicyn: "Non si può parlare di lui senza arrossire, e perciò non dirò altro di lui; non macchierò queste pagine con la sua stupidità, la sua bassezza e i suoi vizi".